# Wilhelm Fraenger
Wilhelm Fraenger (Erlangen, 5 de junio de 1890-Potsdam, 19 de febrero de 1964) fue un historiador del arte alemán.

## Biografía
Wilhelm Fraenger era especialista en la Guerra de los campesinos alemanes del siglo XVI y del misticismo de aquella época.
Wilhelm Fraenger ha escrito libros fundamentales sobre Jörg Ratgeb (siendo el verdadero redescubridor de ese personaje), Matthias Grünewald y Hieronymus Bosch; el libro sobre Bosch, aunque de una gran complejidad, tuvo una gran influencia al ser el primero que estudiaba la obra del pintor bajo el ángulo del ocultismo, el esoterismo y la brujería.  
El estilo de Fraenger es particularmente brillante, vivo, preciso y espiritual. Es junto a Sigmund Freud el único sabio de lengua alemana de la época moderna cuyos libros (sobre todo el de «Grünewald») se leen casi como novelas policíacas. 
Fraenger, al ser marxista, perdió su puesto de profesor con la llegada al poder de los nazis en 1933. Después de la Segunda Guerra Mundial, vivió en la RDA. Su visión política es perceptible en su monografía sobre Ratgeb, al que considera como un prerrevolucionario proletario.

### En francés
- Le Royaume Millénaire de Jérôme Bosch, traducido del alemán y presentado por Roger Lewinter, París, éditions Ivrea, 1993.

### En alemán
- Die Radierungen des Hercules Seghers. Ein physiognomischer Versuch. Eugen Rentsch, Erlenbach-Zürich u. a. 1922 (Auch: Herausgegeben und mit einem Nachwort von Hilmar Frank. (= Reclams Universal-Bibliothek. Bd. 1068 Kunstwissenschaften, 134899-1). Reclam, Leipzig 1984).
- Matthias Grünewald in seinen Werken. Ein physiognomischer Versuch (= Kunstbücher des Volkes. Große Reihe. Bd. 15, 845178-3). Rembrandt-Verlag, Berlín 1936.
- Hieronymus Bosch. Band 1: Hieronymus Bosch. Das tausendjährige Reich. Grundzüge einer Auslegung. Winkler, Coburg 1947 (In englischer Sprache: The Millenium of Hieronymus Bosch. Outlines of a new Interpretation. The University of Chicago Press u. a., Chicago IL u. a. 1951; In französischer Sprache: Le Royaume millénaire de Jérôme Bosch. Essai. Lettres Nouvelles, Paris 1966, reeditado por Ivrea en 1993).
- Jörg Ratgeb. Ein Maler und Märtyrer aus dem Bauernkrieg. Herausgegeben von Gustel Fraenger und Ingeborg Baier-Fraenger. Verlag der Kunst, Dresde 1972.
- Hieronymus Bosch. Mit einem Beitrag von Patrik Reuterswärd. Verlag der Kunst, Dresde 1975.
- Von Bosch bis Beckmann. Ausgewählte Schriften (= Fundus-Bücher. Bd. 47/48, 254005-8). Verlag der Kunst, Dresde 1977 (Aufsätze aus der Zeit von 1920 bis 1957). 
  - Zeitzeichen. Streifzüge von Bosch bis Beckmann. Mit einem Vorwort von Carl Zuckmayer. Verlag der Kunst, Ámsterdam u. a. 1996, ISBN 90-5705-004-8.
- Matthias Grünewald. Beck, München 1983, ISBN 3-364-00324-6.
- Formen des Komischen. Vorträge 1920–1921. (= Fundus-Bücher. Bd. 136). Verlag der Kunst, Dresde u. a. 1995, ISBN 3-364-00357-2.